# 自由黨 (巴西)
自由党（葡萄牙語：Partido Liberal，缩写为PL）是巴西的一个右翼至极右翼政党。該黨成立於2006年，最初取名為共和国党。2019年，改名為自由黨。雅伊爾·博索納羅和罗马里奥都是該黨黨員。